# Jorma Valkama
Jorma Rainer Valkama, född 4 oktober 1928 i Viborg, död 11 december 1962, var en finländsk friidrottare.
Valkama blev olympisk bronsmedaljör i längdhopp vid sommarspelen 1956 i Melbourne. Han dog i en bilolycka.